# Liste der Kulturdenkmale in Goldelund
In der Liste der Kulturdenkmale in Goldelund sind alle Kulturdenkmale der schleswig-holsteinischen Gemeinde Goldelund (Kreis Nordfriesland) aufgelistet (Stand: 10. März 2025).

## Legende
In den Spalten befinden sich folgende Informationen:
- Objekt-ID: die Nummer des Kulturdenkmales
- Lage: die Adresse des Kulturdenkmales und die geographischen Koordinaten. Kartenansicht, um Koordinaten zu setzen. In der Kartenansicht sind Kulturdenkmale ohne Koordinaten mit einem roten Marker dargestellt und können in der Karte gesetzt werden. Kulturdenkmale ohne Bild sind mit einem blauen Marker gekennzeichnet, Kulturdenkmale mit Bild mit einem grünen Marker.
- Offizielle Bezeichnung: Bezeichnung des Kulturdenkmales
- Beschreibung: die Beschreibung des Kulturdenkmales
- Bild: ein Bild des Kulturdenkmales

## Bauliche Anlagen
| Objekt-ID | Lage                                        | Offizielle Bezeichnung | Beschreibung | Bild |
| --------- | ------------------------------------------- | ---------------------- | --- | ---- |
| 32235     | Hauptstraße 29 (54° 40′ 5″ N, 9° 5′ 50″ O)  | Geesthardenhaus        | Geesthardenhaus; 1891; Wohnteil, eingeschossiger, traufständiger Backsteinbau unter reetgedecktem Schopfwalmdach, übergiebelter Mittelrisalit mit Treppenfries, segmentbogenförmige Tür- und Fensteröffnungen - Begründung: geschichtlich, städtebaulich, Kulturlandschaft prägend - Schutzumfang: gesamtes Objekt - Denkmaltyp: Bauliche Anlage | BW   |
| 46802     | Westerstraße 7 (54° 40′ 39″ N, 9° 6′ 15″ O) | Ehemalige Schule       | ehem. Schule; um 1900; eingeschossiger, kubischer Backsteinbau unter pfannengedecktem Schopfwalmdach, große Segmentbogenfenster, Eingang mit Loggia und bauzeitlicher Holztür - Begründung: geschichtlich, städtebaulich - Schutzumfang: gesamtes Objekt - Denkmaltyp: Bauliche Anlage                                                           | BW   |

## Quelle
- Liste der Kulturdenkmale in Schleswig-Holstein – Kreis Nordfriesland (PDF)

- Karte mit allen Koordinaten:
- OSM |
- WikiMap